# ایدیت سیلمان
ایدیت سیلمان (انگلیسی: Idit Silman؛ زادهٔ ۲۷ اکتبر ۱۹۸۰) سیاست‌مدار اهل اسرائیل و از  عضو حزب راستگرای یامینا است.